# Standseilbahn Lugano–Bahnhof SBB
| |                                                    |                                               |                                |
| Fahrplanfeld: | 2650                                               |                                               |                                |
| Streckenlänge: | 0,204 km                                           |                                               |                                |
| Spurweite: | 1000 mm (Meterspur)                                |                                               |                                |
| Maximale Neigung: | 252 ‰                                              |                                               |                                |
| Zahnstangensystem: | bis 1954: Bremszahnstange System Abt, zweilamellig |                                               |                                |
| Streckengeschwindigkeit: | 10,8 km/h                                          |                                               |                                |
| |                                                    |                                               |                                |
| Lugano Stazione–Lugano Città |                                                    |                                               |                                |
| \| \| \| Lugano früher Lugano FFS \| \| \| \| \| Lugano Stazione (funicolare) \| 335 m ü. M. \| \| \| \| Tunnel 47 m \| \| \| \| \| Via degli Amadio \| \| \| \| \| \| \| \| \| \| Lugano Cattedrale (funicolare) \| \| \| \| \| \| \| \| \| \| \| \| \| \| \| Tunnel 46 m \| \| \| \| \| Lugano Città (funicolare) \| 280 m ü. M. \| \| \| \| Lugano Centrale (lago) Schifflände Luganersee \| \| |                                                    |                                               |                                |
| Bahnhof quer |                                                    | Lugano früher Lugano FFS                      | Lugano früher Lugano FFS       |
| Haltepunkt / Haltestelle Streckenanfang |                                                    | Lugano Stazione (funicolare)                  | 335 m ü. M.                    |
| Tunnel |                                                    | Tunnel 47 m                                   | Tunnel 47 m                    |
| |                                                    | Via degli Amadio                              |                                |
| |                                                    |                                               |                                |
| Strecke |                                                    | Lugano Cattedrale (funicolare)                | Lugano Cattedrale (funicolare) |
| |                                                    |                                               |                                |
| Strecke |                                                    |                                               |                                |
| Tunnel |                                                    | Tunnel 46 m                                   | Tunnel 46 m                    |
| Haltepunkt / Haltestelle Streckenende |                                                    | Lugano Città (funicolare)                     | 280 m ü. M.                    |
| |                                                    | Lugano Centrale (lago) Schifflände Luganersee |                                |

Die Standseilbahn Lugano–Bahnhof SBB, italienisch Funicolare Lugano Città–Stazione FFS, seit 2016 auch Sassellina, ist eine 1886 eröffnete Standseilbahn in Lugano im Schweizer Kanton Tessin, die dem innerstädtischen Verkehr dient. Die Bahn befördert jährlich über zwei Millionen Fahrgäste und ist damit -nach der nur für Fluggäste zugänglichen Skymetro am Flughafen Zürich- die meistfrequentierte Standseilbahn in der Schweiz. Betreiber der Bahn ist die Trasporti Pubblici Luganesi (TPL).

## Geschichte
Lugano erhielt 1874 am nördlichen Ende der Bahnstrecke nach Chiasso einen Bahnhof. Die Gotthardbahn von Chiasso via Lugano nach Immensee wurde 1882 fertiggestellt. Der Bahnhof Lugano stand hoch über der Stadt und war schlecht erschlossen. Auf Initiative von Franz Josef Bucher und Josef Durrer – dieselben Geschäftspartner, die schon das Bürgenstock Resort gebaut hatten – begann der Bau einer Standseilbahn. Die Konzession wurde 1884 erteilt, Baubeginn war am 25. April 1886 und nur knapp fünf Monate später begannen am 22. September die Abnahmefahrten. Die Betriebseröffnung war am 8. November desselben Jahres, womit das Tessin seine erste Standseilbahn erhalten hatte, die siebte der Schweiz. Zuvor waren die Bahnen Lausanne Flon–Ouchy, Lausanne Flon–Gare, die Giessbachbahn, die Gütschbahn, die Standseilbahn Territet–Glion und die Marzilibahn eröffnet worden.

Standseilbahn Lugano 1886–1954
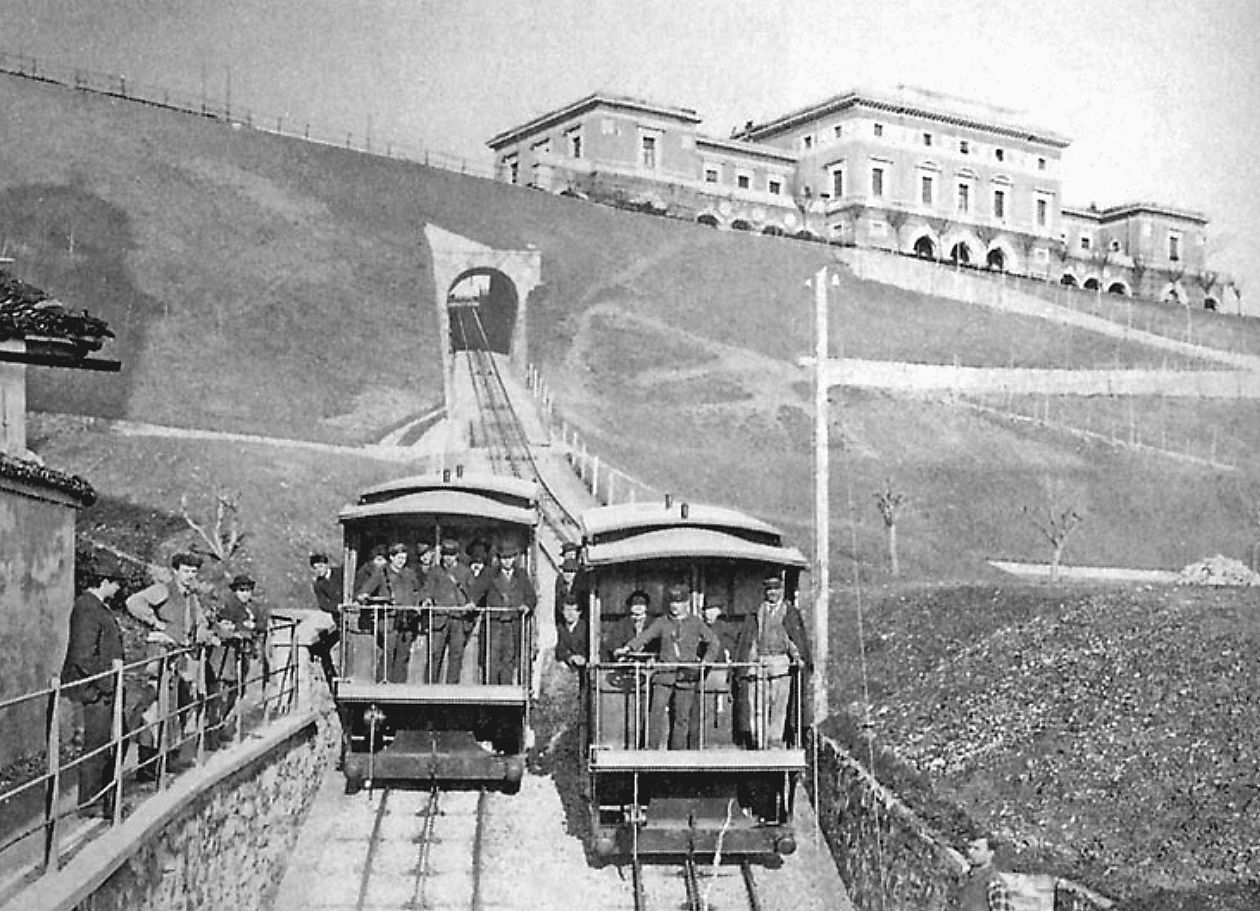
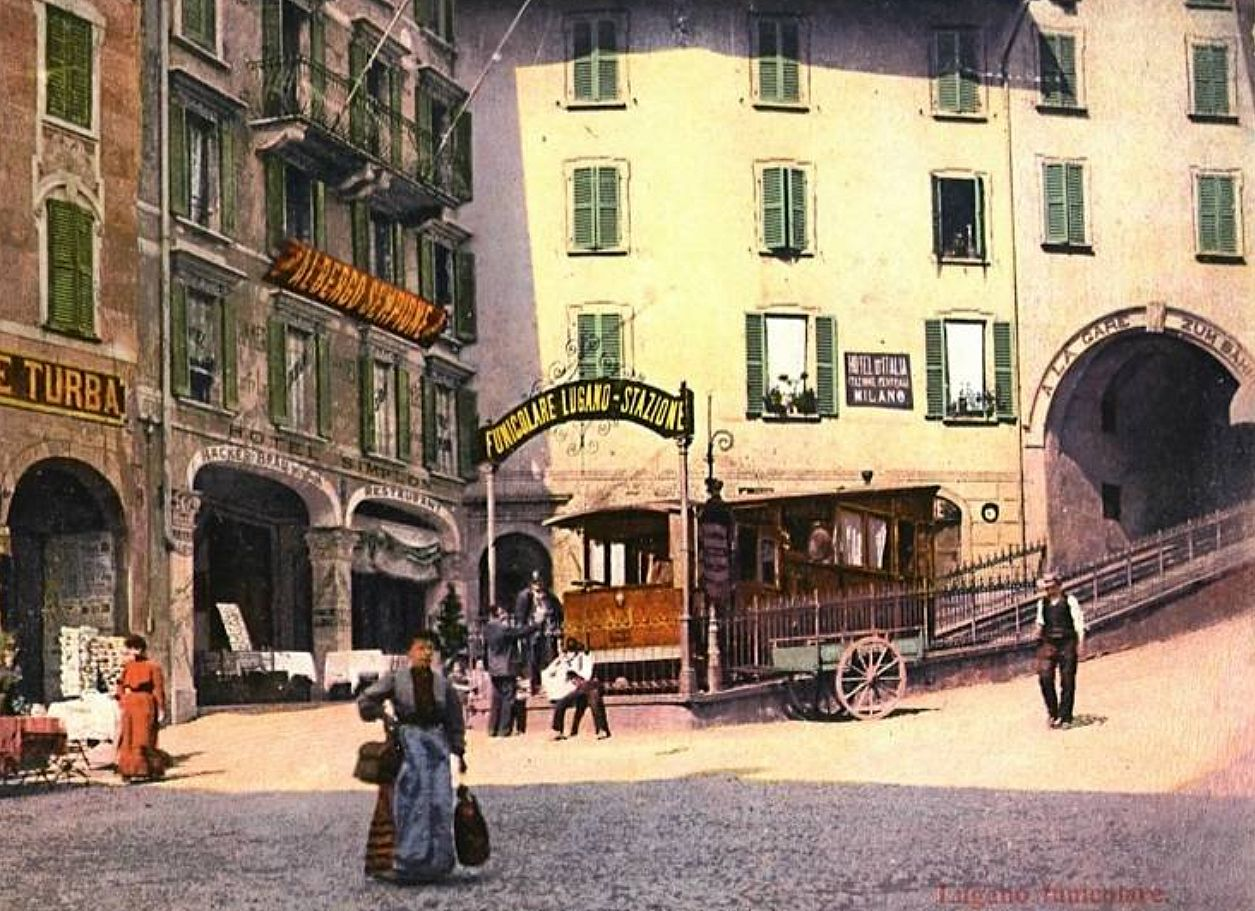

Die Bahn wurde als Wasserballastbahn gebaut, wobei die Betriebsbremse auf ein Zahnrad wirkte, das in einer zweilamelligen Zahnstange nach System Abt lief. Die offenen Wagen fassten 40 Personen. Sie wurden 1912 durch geschlossene ersetzt. Im Jahr 1954 wurde der Betrieb vorübergehend eingestellt und die Bahn auf elektrischen Antrieb in der Bergstation umgebaut. Die nicht mehr benötigte Zahnstange wurde entfernt und grössere Kabinen mit einem Fassungsvermögen von 75 Personen wurden beschafft. Die Bahn ging 1955 wieder in Betrieb.

Standseilbahn Lugano 1954–2014
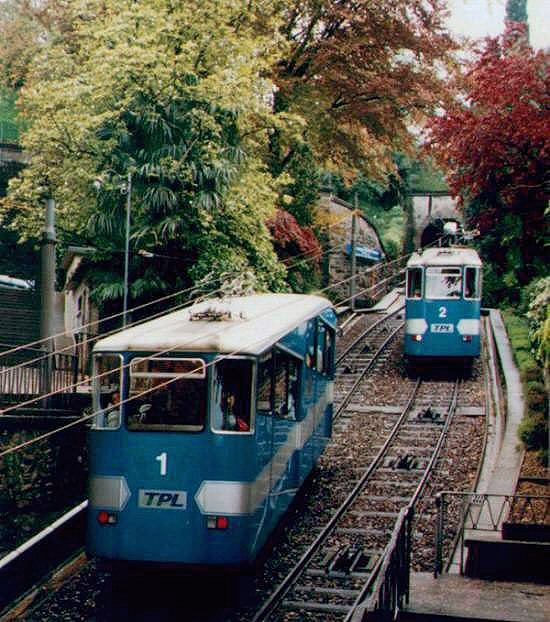
Ausweiche (2004)
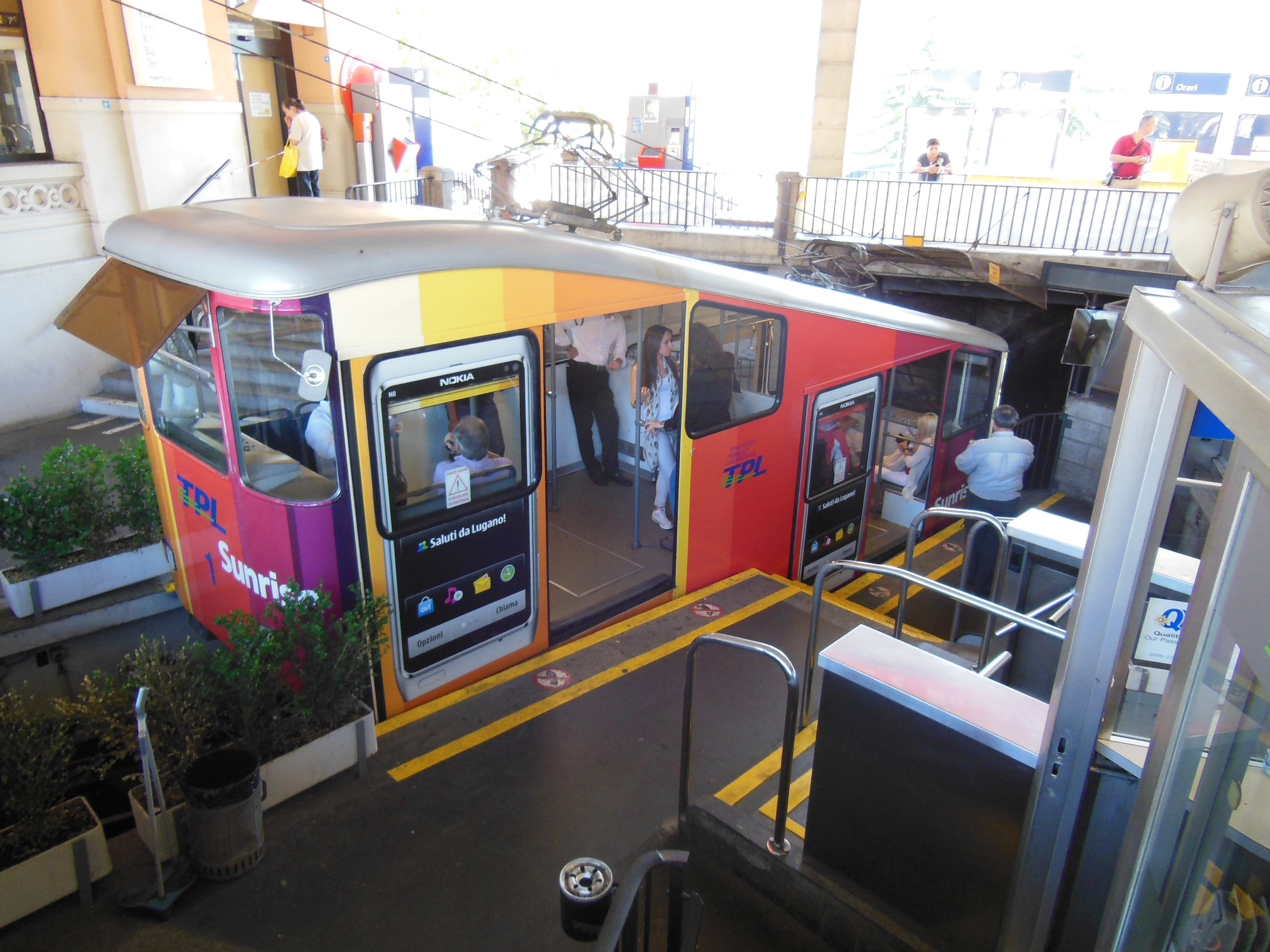
Bergstation (2012)
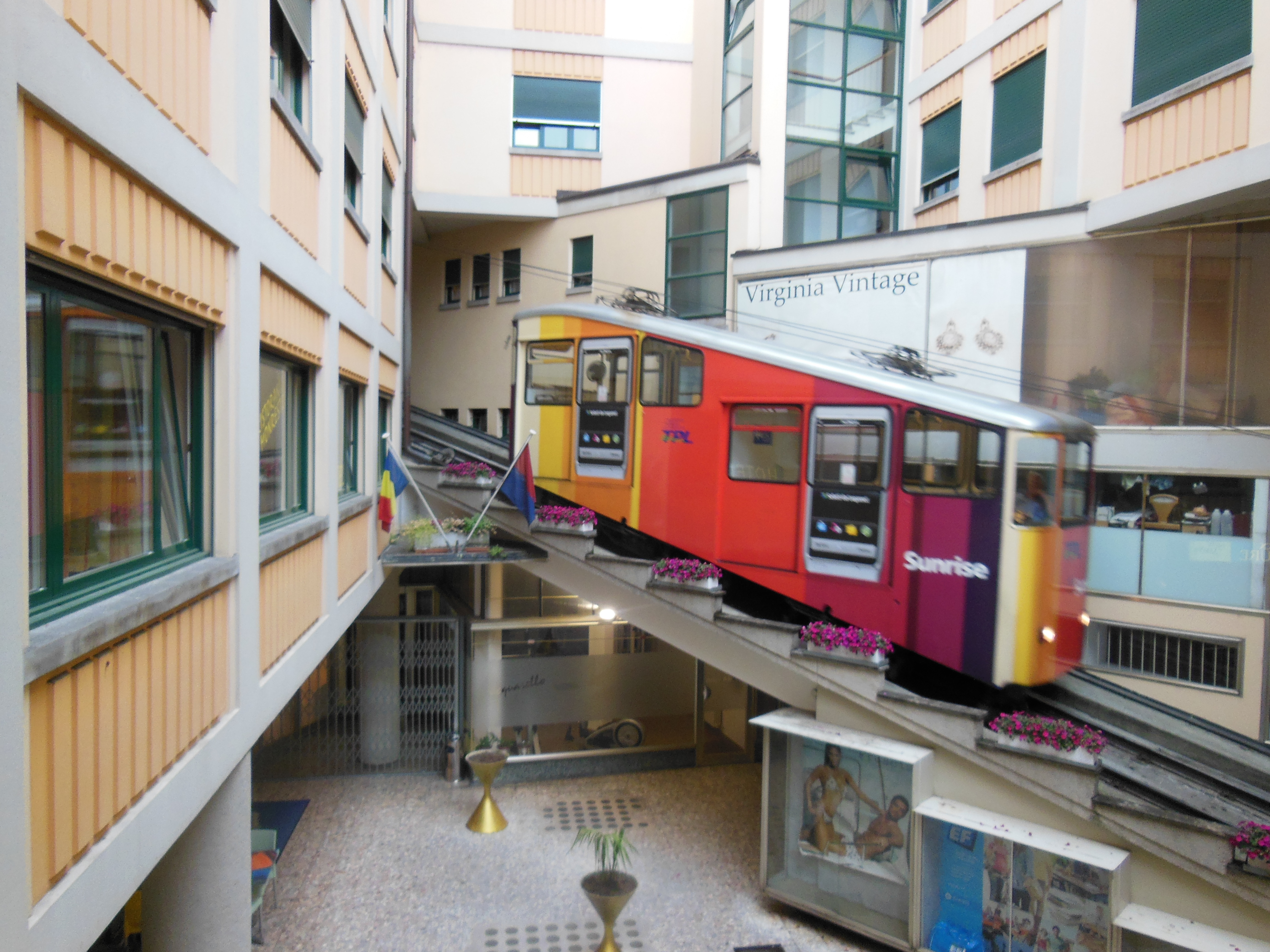
Talstation (2012)

Von 2014 bis 2016 war der Betrieb der Bahn eingestellt, damit die ganze Anlage einschliesslich Oberbau von Garaventa erneuert werden konnte. Mit dem Fahrplanwechsel, zu dem auch der Gotthard-Basistunnel offiziell in Betrieb ging, wurde der Betrieb wieder aufgenommen und die während der Bauzeit betriebene Ersatzbuslinie wieder eingestellt.

Standseilbahn Lugano ab 2016
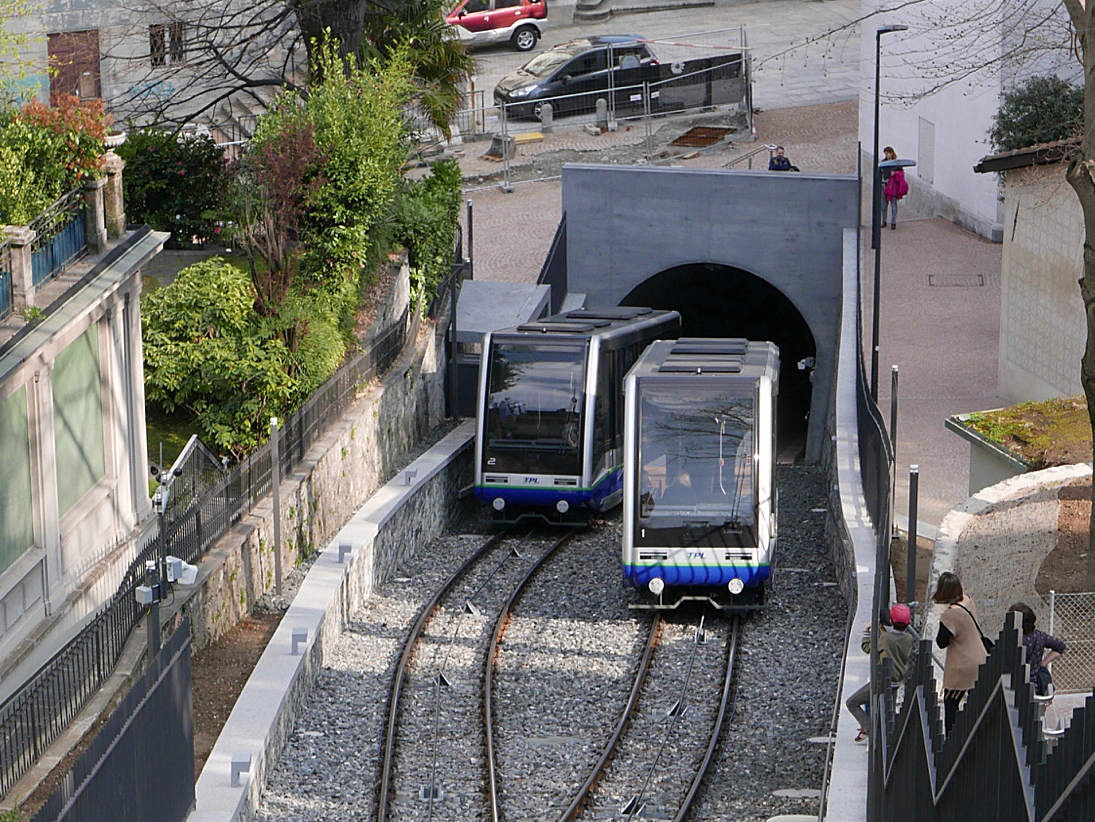
Kreuzungsstelle (2017)
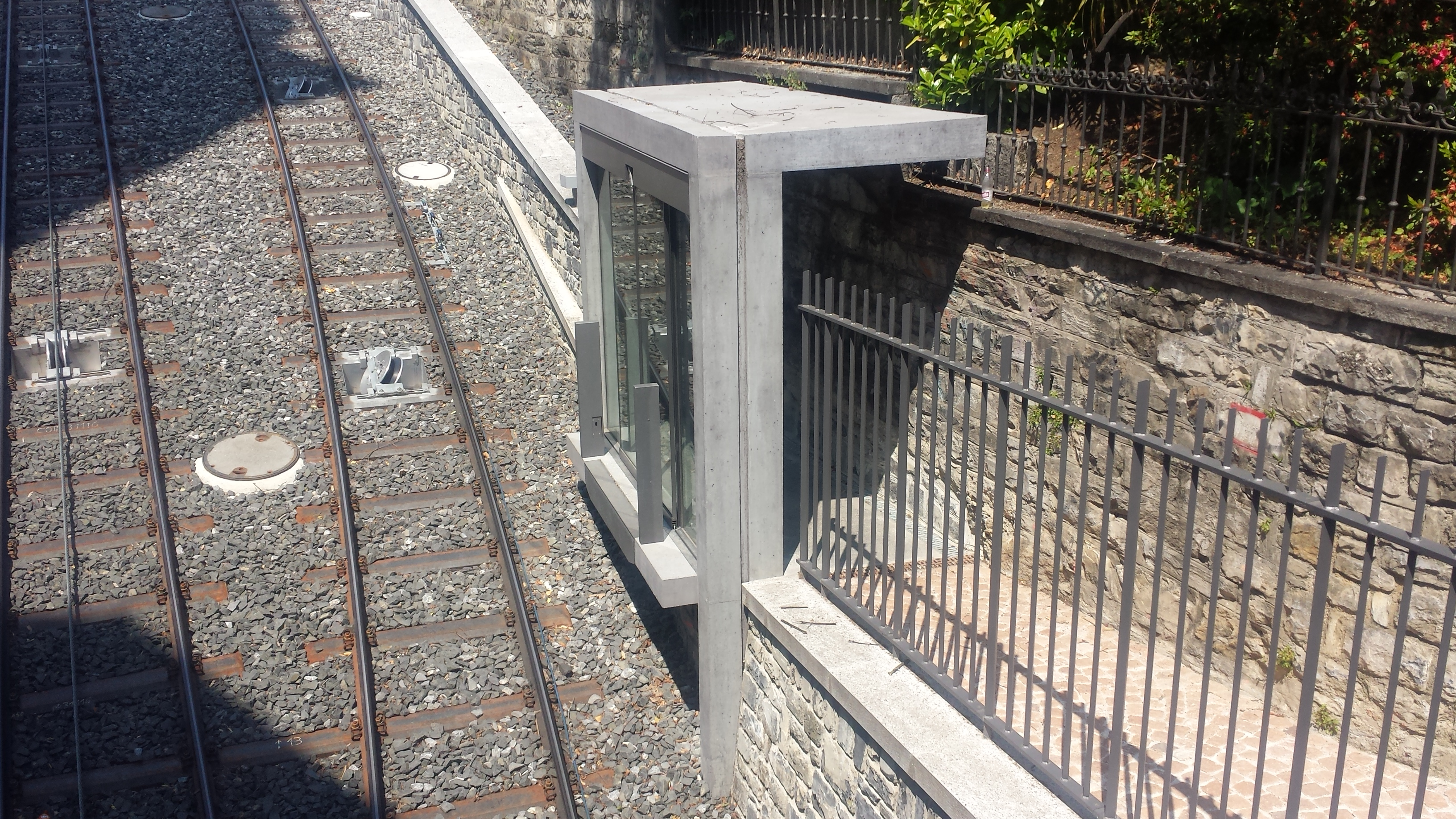
Zwischenstation Lugano Cattedrale (2017)

## Strecke
Die 204 m lange Strecke führt vom Bahnhof Lugano zur 55 Höhenmeter tiefer gelegenen Piazza Cioccaro. Der Bahnhof befindet sich im Quartier Sassello, von dem die Bezeichnung der Bahn als Sasselina abgeleitet wurde.
Die ursprüngliche Strecke war 244 m lang und die Talstation lag mitten auf dem Platz. Beim Umbau von 1954 wurde sie in den Innenhof des Gebäudes an der Via Cattedrale 40 verlegt und dadurch die Strecke auf 220 m verkürzt. Die letzte Kürzung erfolgte beim Umbau von 2014 bis 2016, als die Bergstation vom Bahnsteig 1 ins Untergeschoss des Bahnhofs verlegt wurde.
Bei der Kathedrale San Lorenzo wurde 2016 eine auf Verlangen bediente Haltestelle Lugano Cattedrale eingerichtet. Sie kann nur vom Wagen 2 angefahren werden.

## Technik
Bei der Standseilbahn Lugano kam erstmals die heute übliche Ausführung der Abtschen Weiche für die Begegnung zweier Züge zur Anwendung. Carl Roman Abt hatte bereits für die Giessbachbahn eine Abtsche Weiche entwickelt, die aber in der Bauform abwich, komplizierter war und einen intensiveren Unterhalt benötigte.
Die ab 2016 eingesetzten Wagen fassen jeweils 100 Personen und die Fahrt dauert anderthalb Minuten. Pro Stunde können 2240 Fahrgäste befördert werden. Der Antrieb und die Steuerung der Anlage sind als Redundanz doppelt ausgeführt.